# 卡氏金蝉蛛
卡氏金蝉蛛（学名：Phintella cavaleriei）为跳蛛科金蝉蛛属的动物。

## 分佈
分布于北朝鲜以及中国大陆的甘肃、浙江、江西、湖南、福建、广西、四川、贵州等地。该物种的模式产地在中国甘肃。

## 外部連結
- 維基物種上的相關：卡氏金蝉蛛